# Приключения Шаркбоя и Лавы
«Приключения Шаркбоя и Лавы» (англ. The Adventures of Sharkboy and Lavagirl 3-D) — американский художественный фильм Роберта Родригеса. Является самостоятельным проектом, но происходит в одной вселенной с серией фильмов «Дети шпионов».
Фильм снят в 3D и предназначался для просмотра через анаглифные 3D очки, однако позже был конвертирован и в другие, более современные варианты 3D, используемой в трёхмерных «Дети Шпионов: Конец игры». В фильме приняли участие такие актёры как Кейден Бойд, Тейлор Лотнер, Тейлор Дули, и Джордж Лопес. Многие из понятий и большая часть истории были задуманы детьми Родригеса и семилетним Рейсером Родригесом. Фильм собрал небольшую кассу, но получил некоторую похвалу от критиков.
Профессиональный рэстлер TNA, Дин Ролл, зарегистрировавший название «Мальчик-Акула» как собственную торговую марку в 1999 году, подал судебный иск против кинокомпании Miramax 8 июня 2005 года, утверждая, что были нарушены правообладательские права и требовал в таком случае «„какие бы то ни было“ деньги, прибыль и преимущества, противоправно полученные компанией, дабы возместить ущерб». В апреле 2007 года иск был урегулирован. Сумма не разглашалась.

## Сюжет
Обычный мальчик, мечтавший о друзьях-супер-героях, обретает их в реальности и пускается в волшебное путешествие, полное самых загадочных опасностей.
Фильм рассказывает историю 10-летнего школьника по имени Макс, который находится под давлением школьных хулиганов и ссорящихся родителей. Пытаясь уйти от неприятных реалий, он придумывает свой собственный мир и двоих друзей: супер-героев Шаркбоя и Лаву. Впоследствии удивительным образом выясняется, что все его фантазии реальны. Вымышленные им герои находят Макса, чтобы забрать его на свой дом — «Планету Чудо», которая в опасности. Большинство злодеев — люди из обычной жизни Макса, трансформировавшиеся в его фантазиях.
Большая часть фильма посвящена конфликту между фантазией (сказочная страна) и действительностью.

## В ролях
| Актёр           | Роль                                   |
| --------------- | -------------------------------------- |
| Кейден Бойд     | Макс                                   |
| Тейлор Лотнер   | Шаркбой                                |
| Тейлор Дули     | Лава                                   |
| Джордж Лопез    | мистер Электрик / Тобор / Лёд / Опекун |
| Дэвид Аркетт    | отец Макса                             |
| Кристин Дэвис   | мать Макса                             |
| Джейкоб Дэвич   | Линус / Минус                          |
| Саша Питерс     | Марисса / Принцесса Льда               |
| Рико Торрес     | отец Шаркбоя                           |
| Марк Муссо      | ученик #1                              |
| Шэйн Грэхэм     | ученик #2                              |
| Тайгер Дарроу   | ученик #3                              |
| Роберт Родригес | Лаг                                    |

## Производство
Первую половину фильма снимали в Техасе, где Макс по сюжету фильма и живёт. Большая половина фильма была снята на студии с хромакеем. Большинство кораблей, пейзажей и других эффектов, включая некоторых существ и персонажей, были выполнены в цифровом виде. По словам Лотнера и Дули, когда снималась сцена с поездом мечты, передняя часть поезда была маленькой моделью. Более одиннадцати компаний, занимающихся визуальными эффектами, работали над фильмом, чтобы выполнить более 1000 кадров визуальных эффектов.

## Критика и отзывы
«Приключения Шаркбоя и Лавы» в основном получили негативные отзывы. Фильм получил 20 % одобрительного рейтинга по версии Rotten Tomatoes. Отзыв сайта гласит: «Решение превратить фантазию детей в трехмерный фильм было ошибкой». Роджер Эберт дал фильму две звезды из четырёх и согласился с другими критиками: используемый трёхмерный процесс отвлекал и приглушал цвета, чем «порвал» большую часть фильма; фильм выглядел бы более визуально привлекательным, если бы его выпустили сразу на DVD.

## Саундтрек
Режиссёр Роберт Родригес написал музыку непосредственно с участием композиторов Джона Дебни и Грэма Ревелла.
Звуковая дорожка
1. «The Shark Boy» (Роберт Родригес/Джон Дебни) — 3:47
2. «The Lava Girl» (Роберт Родригес) — 1:28
3. «Max’s Dream» (Роберт Родригес) — 1:37
4. «Sharkboy and Lavagirl Return» (Роберт Родригес) — 1:44
5. «Planet Drool» (Роберт Родригес) — 2:12
6. «Mount Never Rest» (англ. Graeme Revell) — 2:35
7. «Passage of Time» (Роберт Родригес, Carl Thiel) — 1:30
8. «Mr. Electric» (Грэм Ревелл) — 1:09
9. «Train of Thought» (Джон Дебни) — 2:01
10. «Dream Dream Dream Dream (Dream Dream)» (Роберт Родригес) — 1:54
  - Исполнена Тейлором Лотнером
11. «Stream of Consciousness» (Джон Дебни) — 1:33
12. «Sea of Confusion» (Джон Дебни) — 3:04
13. «The LaLa’s» (англ. Nicole Weinstein) — 1:09
14. «The Ice Princess» (Роберт Родригес/Джон Дебни) — 2:51
15. «Sharkboy vs. Mr. Electric» (англ. Graeme Revell) — 0:55
16. «Lavagirl’s Sacrifice» (Роберт Родригес) — 2:10
17. «The Light» (Роберт Родригес) — 2:21
18. «Battle of the Dreamers» (Роберт Родригес) — 1:21
19. «Mr. Electric on Earth» (Грэм Ревелл) — 1:15
20. «Unplugged» (Роберт Родригес/Джон Дебни) — 1:12
21. «The Day Dreamer» (Роберт Родригес/Джон Дебни) — 1:29
22. «Sharkboy and Lavagirl» (Роберт Родригес) — 4:09
  - Исполнена Тейлором Лотнером

## Сиквел
В интервью во время мероприятия Comic-Con@Home 2020, Родригес подтвердил, что одним из персонажей его предстоящего фильма «Мы можем быть героями» будет дочь Шаркбоя и Лавы, обладающая обеими способностями своих родителей. Также подтверждено, что Тейлор Дули в новом фильме снова сыграет роль Лавы. Планируется, что фильм выйдет на Netflix.